# Liste der Bürgermeister der Stadt Werl

Wappen von Werl

Die Liste der Bürgermeister der Stadt Werl listet die bekannten Bürgermeister der Stadt Werl, ihre Amtszeit und weiterführende Bemerkungen auf.

## Geschichtlicher Hintergrund
Seit dem Ende des 13. Jahrhunderts wurde die Stadt nach der Ratsverfassung verwaltet. Der Rat bestand aus zwei Bürgermeistern und zehn Ratsherren. Diese wurden aus vier Gilden, Erbsälzer, Kaufleute, Bäcker und Ackerleute, gewählt. Die Erbsälzer hatten das Privileg, aus ihren Reihen jeweils einen Bürgermeister und fünf Ratsherren zu stellen. Die daraus resultierenden Spannungen wurden erst 1725 mit dem Ausscheiden der Erbsälzer aus dem Stadtverband, nach Nobilitierung, bereinigt.
Werl kam 1803 zusammen mit dem säkularisierten Herzogtum Westfalen unter die Herrschaft von Hessen-Darmstadt. 1816 wurde es preußisch.
Nach dem Zweiten Weltkrieg wurde Werl Teil des Landes Nordrhein-Westfalen. Nach den Vorstellungen der ehemaligen britischen Besatzungsmacht wurde in Nordrhein-Westfalen die norddeutsche Ratsverfassung eingeführt. Danach war der nun ehrenamtliche Bürgermeister Vorsitzender des Stadtrates und Repräsentant der Stadt nach innen und außen. Die Verwaltung wurde von einem Stadtdirektor geleitet. Seit der Kommunalwahl 1999 gilt eine modifizierte Form der süddeutschen Ratsverfassung. Danach wurde die Doppelspitze aus Bürgermeister und Stadtdirektor abgeschafft. Der Bürgermeister ist seither ein hauptamtlicher, direkt gewählter Wahlbeamter und gleichzeitig Vorsitzender des Stadtrates, das Amt des Stadtdirektors existiert nicht mehr.

## Bilder von Bürgermeistern

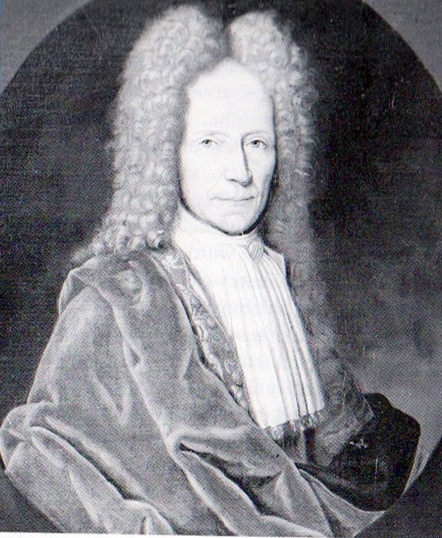
Johann Kaspar Christian von Mellin
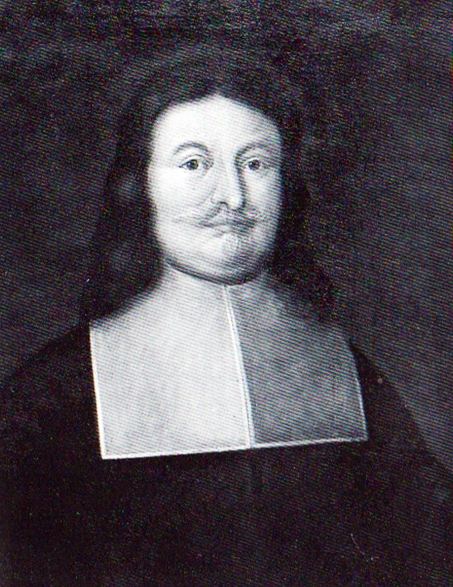
Hermann Brandis (1612–1676)
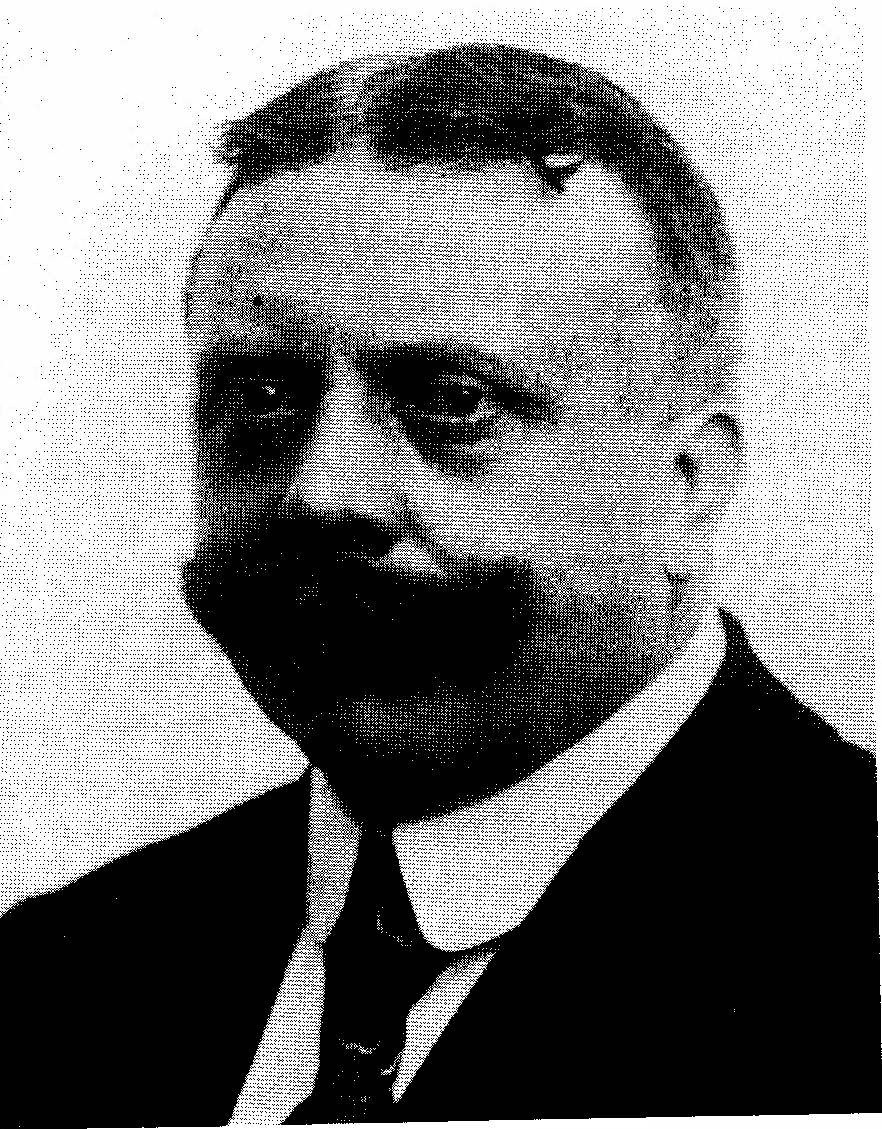
Friedrich Müller 1911 bis 1923